# Coppa Italia 2022-2023 (turni eliminatori)
I turni eliminatori della Coppa Italia 2022-2023 si sono disputati tra il 30 luglio e il 20 ottobre 2022. Hanno partecipato a questa prima fase della competizione 36 club suddivisi in 12 di Serie A, 20 di Serie B e 4 di Serie C; 8 di essi si sono qualificati alla fase finale, composta da 16 squadre.

## Date
| Fase              | Turno             | Data                  |                       |
| ----------------- | ----------------- | --------------------- | --------------------- |
| Turni eliminatori | Turno preliminare | 30-31 luglio 2022     | 30-31 luglio 2022     |
| Turni eliminatori | Trentaduesimi     | 5-6-7-8 agosto 2022   | 5-6-7-8 agosto 2022   |
| Turni eliminatori | Sedicesimi        | 18-19-20 ottobre 2022 | 18-19-20 ottobre 2022 |

## Squadre
| Legenda                                                                  | Legenda             | Legenda                       | Legenda |
| ------------------------------------------------------------------------ | ------------------- | ----------------------------- | ------- |
| I club con numero di tabellone 1-8 sono già qualificati alla fase finale |                     |                               |         |
| I club vincitori dei sedicesimi avanzano alla fase finale                |                     |                               |         |
| I club sconfitti nel turno preliminare,                                  | nei trentaduesimi e | nei sedicesimi sono eliminati |         |

| Squadre    | Rank    |
| Serie A    | Serie A |
| ---------- | ------- |
| Inter      | 1       |
| Milan      | 2       |
| Napoli     | 3       |
| Juventus   | 4       |
| Lazio      | 5       |
| Roma       | 6       |
| Fiorentina | 7       |
| Atalanta   | 8       |

| Squadre     | Rank    |
| Serie A     | Serie A |
| ----------- | ------- |
| Verona      | 9       |
| Torino      | 10      |
| Sassuolo    | 11      |
| Udinese     | 12      |
| Bologna     | 13      |
| Empoli      | 14      |
| Sampdoria   | 15      |
| Spezia      | 16      |
| Salernitana | 17      |
| Lecce       | 18      |
| Cremonese   | 19      |
| Monza       | 20      |
| Serie B     |         |
| Cagliari    | 21      |
| Genoa       | 22      |
| Venezia     | 23      |
| Pisa        | 24      |

| Squadre    | Rank    |
| Serie B    | Serie B |
| ---------- | ------- |
| Brescia    | 25      |
| Ascoli     | 26      |
| Benevento  | 27      |
| Perugia    | 28      |
| Frosinone  | 29      |
| Ternana    | 30      |
| Cittadella | 31      |
| Parma      | 32      |
| Como       | 33      |
| Reggina    | 34      |
| SPAL       | 35      |
| Cosenza    | 36      |

| Squadre     | Rank    |
| Serie B     | Serie B |
| ----------- | ------- |
| Südtirol    | 37      |
| Modena      | 38      |
| Bari        | 39      |
| Palermo     | 40      |
| Serie C     |         |
| Reggiana    | 41      |
| Padova      | 42      |
| Catanzaro   | 43      |
| Feralpisalò | 44      |

## Tabellone
|  | Turno preliminare | Turno preliminare | Turno preliminare |  |  | Trentaduesimi | Trentaduesimi    | Trentaduesimi |  |    | Sedicesimi | Sedicesimi      | Sedicesimi |
|  |                   |                   |                   |  |  |               |                  |               |  |    |            |                 |            |
|  | 39                | Bari              | 3                 |  |  | 9             | Verona           | 1             |  |    |            |                 |            |
|  | 42                | Padova            | 0                 |  |  | 39            | Bari             | 4             |  |    | 32         | Parma           | 1          |
|  |                   |                   |                   |  |  | 17            | Salernitana      | 0             |  | 39 | Bari       | 0               |            |
|  |                   |                   |                   |  |  | 32            | Parma            | 2             |  |    |            |                 |            |
|  |                   |                   |                   |  |  |               |                  |               |  |    |            |                 |            |
|  |                   |                   |                   |  |  | 16            | Spezia           | 5             |  |    |            |                 |            |
|  |                   |                   |                   |  |  | 33            | Como             | 1             |  |    | 16         | Spezia          | 3          |
|  |                   |                   |                   |  |  | 24            | Pisa             | 1             |  | 25 | Brescia    | 1               |            |
|  |                   |                   |                   |  |  | 25            | Brescia          | 4             |  |    |            |                 |            |
|  |                   |                   |                   |  |  |               |                  |               |  |    |            |                 |            |
|  |                   |                   |                   |  |  | 13            | Bologna          | 1             |  |    |            |                 |            |
|  |                   |                   |                   |  |  | 36            | Cosenza          | 0             |  |    | 13         | Bologna         | 1          |
|  |                   |                   |                   |  |  | 21            | Cagliari         | 3             |  | 21 | Cagliari   | 0               |            |
|  |                   |                   |                   |  |  | 28            | Perugia          | 2             |  |    |            |                 |            |
|  |                   |                   |                   |  |  |               |                  |               |  |    |            |                 |            |
|  |                   |                   |                   |  |  | 20            | Monza            | 3             |  |    |            |                 |            |
|  |                   |                   |                   |  |  | 29            | Frosinone        | 2             |  |    | 12         | Udinese         | 2          |
|  | 37                | Südtirol          | 1                 |  |  | 12            | Udinese          | 2             |  | 20 | Monza      | 3               |            |
|  | 44                | Feralpisalò       | 3                 |  |  | 44            | Feralpisalò      | 1             |  |    |            |                 |            |
|  |                   |                   |                   |  |  |               |                  |               |  |    |            |                 |            |
|  | 38                | Modena            | 3                 |  |  | 38            | Modena           | 3             |  |    |            |                 |            |
|  | 43                | Catanzaro         | 1                 |  |  | 11            | Sassuolo         | 2             |  |    | 19         | Cremonese (dts) | 4          |
|  |                   |                   |                   |  |  | 19            | Cremonese        | 3             |  | 38 | Modena     | 2               |            |
|  |                   |                   |                   |  |  | 30            | Ternana          | 2             |  |    |            |                 |            |
|  |                   |                   |                   |  |  |               |                  |               |  |    |            |                 |            |
|  |                   |                   |                   |  |  | 22            | Genoa            | 3             |  |    |            |                 |            |
|  |                   |                   |                   |  |  | 27            | Benevento        | 2             |  |    | 22         | Genoa           | 1          |
|  |                   |                   |                   |  |  | 14            | Empoli           | 1             |  | 35 | SPAL       | 0               |            |
|  |                   |                   |                   |  |  | 35            | SPAL (dts)       | 2             |  |    |            |                 |            |
|  |                   |                   |                   |  |  |               |                  |               |  |    |            |                 |            |
|  |                   |                   |                   |  |  | 15            | Sampdoria        | 1             |  |    |            |                 |            |
|  |                   |                   |                   |  |  | 34            | Reggina          | 0             |  |    | 15         | Sampdoria (dtr) | 2 (9)      |
|  |                   |                   |                   |  |  | 23            | Venezia          | 2             |  | 26 | Ascoli     | 2 (8)           |            |
|  |                   |                   |                   |  |  | 26            | Ascoli           | 3             |  |    |            |                 |            |
|  |                   |                   |                   |  |  |               |                  |               |  |    |            |                 |            |
|  |                   |                   |                   |  |  | 18            | Lecce            | 2             |  |    |            |                 |            |
|  |                   |                   |                   |  |  | 31            | Cittadella (dts) | 3             |  |    | 10         | Torino          | 4          |
|  | 40                | Palermo           | 3                 |  |  | 10            | Torino           | 3             |  | 31 | Cittadella | 0               |            |
|  | 41                | Reggiana          | 2                 |  |  | 40            | Palermo          | 0             |  |    |            |                 |            |
|  |                   |                   |                   |  |  |               |                  |               |  |    |            |                 |            |

## Turno preliminare
Gli incontri Bari-Padova e Palermo-Reggiana sono stati invertiti in modo che Bari e Napoli, società che fanno capo alla medesima proprietà, potessero eventualmente incontrarsi solo in finale.

### Tabellini
| Arbitro: | Zufferli (Udine) |

|            |           |                                 |
| Voltan 55’ | Marcatori | 34’, 49’ Siligardi 52’ Cernigoi |

| Arbitro: | Perenzoni (Rovereto) |

|                                   |           |                |
| Silvestri 2’ Diaw 45’ Magnino 75’ | Marcatori | 59’ Tentardini |

| Arbitro: | Dionisi (L'Aquila) |

|                              |           |  |
| Botta 8’ Cheddira 16’, 90+2’ | Marcatori |  |

| Arbitro: | Rutella (Enna) |

|                             |           |                                 |
| Brunori 3’, 40’, 80’ (rig.) | Marcatori | 57’ (rig.) Rosafio 88’ D'Angelo |

### Risultati
| Squadra 1 | Risultato | Squadra 2   |
| --------- | --------- | ----------- |
| Bari      | 3 - 0     | Padova      |
| Südtirol  | 1 - 3     | Feralpisalò |
| Modena    | 3 - 1     | Catanzaro   |
| Palermo   | 3 - 2     | Reggiana    |

## Trentaduesimi

### Tabellini
| Arbitro: | Gualtieri (Asti) |

|                                         |           |                             |
| Altare 2’ Lapadula 80’ (rig.) Viola 89’ | Marcatori | 32’ Melchiorri 67’ Di Serio |

| Arbitro: | Cosso (Reggio Calabria) |

|                                 |           |               |
| Deulofeu 12’ (rig.) Success 64’ | Marcatori | 67’ Siligardi |

| Arbitro: | Miele (Nola) |

|                              |           |                                |
| Strefezza 61’ Colombo 105+1’ | Marcatori | 73’ Asencio 93’, 100’ Tounkara |

| Arbitro: | Ferrieri Caputi (Livorno) |

|                   |           |  |
| Sabiri 67’ (rig.) | Marcatori |  |

| Arbitro: | Gariglio (Pinerolo) |

|             |           |                                                   |
| Masucci 20’ | Marcatori | 25’ (aut.) Nicolas 61’ Ayé 72’ Ndoj 90+4’ Bianchi |

| Arbitro: | Meraviglia (Pistoia) |

|                                                                |           |            |
| Nzola 43’, 76’ (rig.) Verde 60’ (rig.) Strelec 71’ Maldini 90’ | Marcatori | 55’ Blanco |

| Arbitro: | Volpi (Arezzo) |

|               |           |                           |
| Cambiaghi 80’ | Marcatori | 82’ Dickmann 120+1’ Arena |

| Arbitro: | Ghersini (Genova) |

|                                     |           |  |
| Lukić 54’ Radonjić 73’ Pellegri 79’ | Marcatori |  |

| Arbitro: | Paterna (Teramo) |

|                     |           |                                       |
| Mikaelsson 88’, 89’ | Marcatori | 35’ Šarić 70’ Falzerano 90+1’ Fontana |

| Arbitro: | Baroni (Firenze) |

|             |           |                                              |
| Lasagna 16’ | Marcatori | 30’ Folorunsho 44’, 53’ (rig.), 78’ Cheddira |

| Arbitro: | Pezzuto (Lecce) |

|  |           |                        |
|  | Marcatori | 59’ Camara 74’ Mihăilă |

| Arbitro: | Serra (Torino) |

|                                                  |           |                     |
| Valoti 25’ (rig.) Caprari 43’ (rig.) Gytkjær 84’ | Marcatori | 53’ Haoudi 56’ Kone |

| Arbitro: | Colombo (Como) |

|                                      |           |                        |
| Guðmundsson 35’, 45’ Coda 64’ (rig.) | Marcatori | 45+3’ Glik 90+5’ Karić |

| Arbitro: | Aureliano (Bologna) |

|                               |           |                                |
| Falcinelli 11’ Mosti 30’, 52’ | Marcatori | 45+2’ (rig.) Berardi 88’ Ayhan |

| Arbitro: | Giua (Olbia) |

|                                             |           |                          |
| Bogdan 15’ (aut.) Okereke 22’ Quagliata 60’ | Marcatori | 54’ Rovaglia 57’ Palumbo |

| Arbitro: | Camplone (Pescara) |

|             |           |  |
| Sansone 65’ | Marcatori |  |

### Risultati
| Squadra 1   | Risultato   | Squadra 2   |
| ----------- | ----------- | ----------- |
| Verona      | 1 - 4       | Bari        |
| Salernitana | 0 - 2       | Parma       |
| Spezia      | 5 - 1       | Como        |
| Pisa        | 1 - 4       | Brescia     |
| Bologna     | 1 - 0       | Cosenza     |
| Cagliari    | 3 - 2       | Perugia     |
| Monza       | 3 - 2       | Frosinone   |
| Udinese     | 2 - 1       | Feralpisalò |
| Modena      | 3 - 2       | Sassuolo    |
| Cremonese   | 3 - 2       | Ternana     |
| Empoli      | 1 - 2 (dts) | SPAL        |
| Genoa       | 3 - 2       | Benevento   |
| Sampdoria   | 1 - 0       | Reggina     |
| Venezia     | 2 - 3       | Ascoli      |
| Lecce       | 2 - 3 (dts) | Cittadella  |
| Torino      | 3 - 0       | Palermo     |

Note
1. ↑  Inversione di campo rispetto all'esito del sorteggio.

## Sedicesimi

### Tabellini
| Arbitro: | Santoro (Messina) |

|                          |           |  |
| Guðmundsson 45+1’ (rig.) | Marcatori |  |

| Arbitro: | Pezzuto (Lecce) |

|                                                |           |  |
| Radonjić 21’ Pellegri 55’ Schuurs 76’ Zima 80’ | Marcatori |  |

| Arbitro: | La Penna (Roma 1) |

|                            |           |             |
| Strelec 20’, 86’ Verde 55’ | Marcatori | 90+3’ Moreo |

| Arbitro: | Serra (Torino) |

|                |           |  |
| Benedyczak 29’ | Marcatori |  |

| Arbitro: | Dionisi (L'Aquila) |

|                |           |                                   |
| Pérez 49’, 68’ | Marcatori | 45’ Valoti 70’ Molina 72’ Petagna |

| Arbitro: | Paterna (Teramo) |

|                                                 |           |                      |
| Okereke 77’ Afena-Gyan 84’ Sernicola 111’, 120’ | Marcatori | 89’ (rig.), 90’ Diaw |

| Arbitro: | Zufferli (Udine) |

|                                                                                  |                      |                                                                                        |
| Verre 10’ Caputo 118’                                                            | Marcatori            | 33’ Collocolo 110’ Donati                                                              |
| Gabbiadini Villar Đuričić Caputo Verre Augello Conti Léris Murru Ferrari Contini | Tiri di rigore 9 – 8 | Botteghin Eramo Falasco Gondo Caligara Falzerano Bidaoui Donati Quaranta Tavčar Guarna |

| Arbitro: | Camplone (Pescara) |

|                  |           |  |
| Obert 69’ (aut.) | Marcatori |  |

### Risultati
| Squadra 1 | Risultato       | Squadra 2  |
| --------- | --------------- | ---------- |
| Parma     | 1 - 0           | Bari       |
| Spezia    | 3 - 1           | Brescia    |
| Bologna   | 1 - 0           | Cagliari   |
| Udinese   | 2 - 3           | Monza      |
| Cremonese | 4 - 2 (dts)     | Modena     |
| Genoa     | 1 - 0           | SPAL       |
| Sampdoria | 2 - 2 (9-8 dtr) | Ascoli     |
| Torino    | 4 - 0           | Cittadella |